# Thomas Winsauer

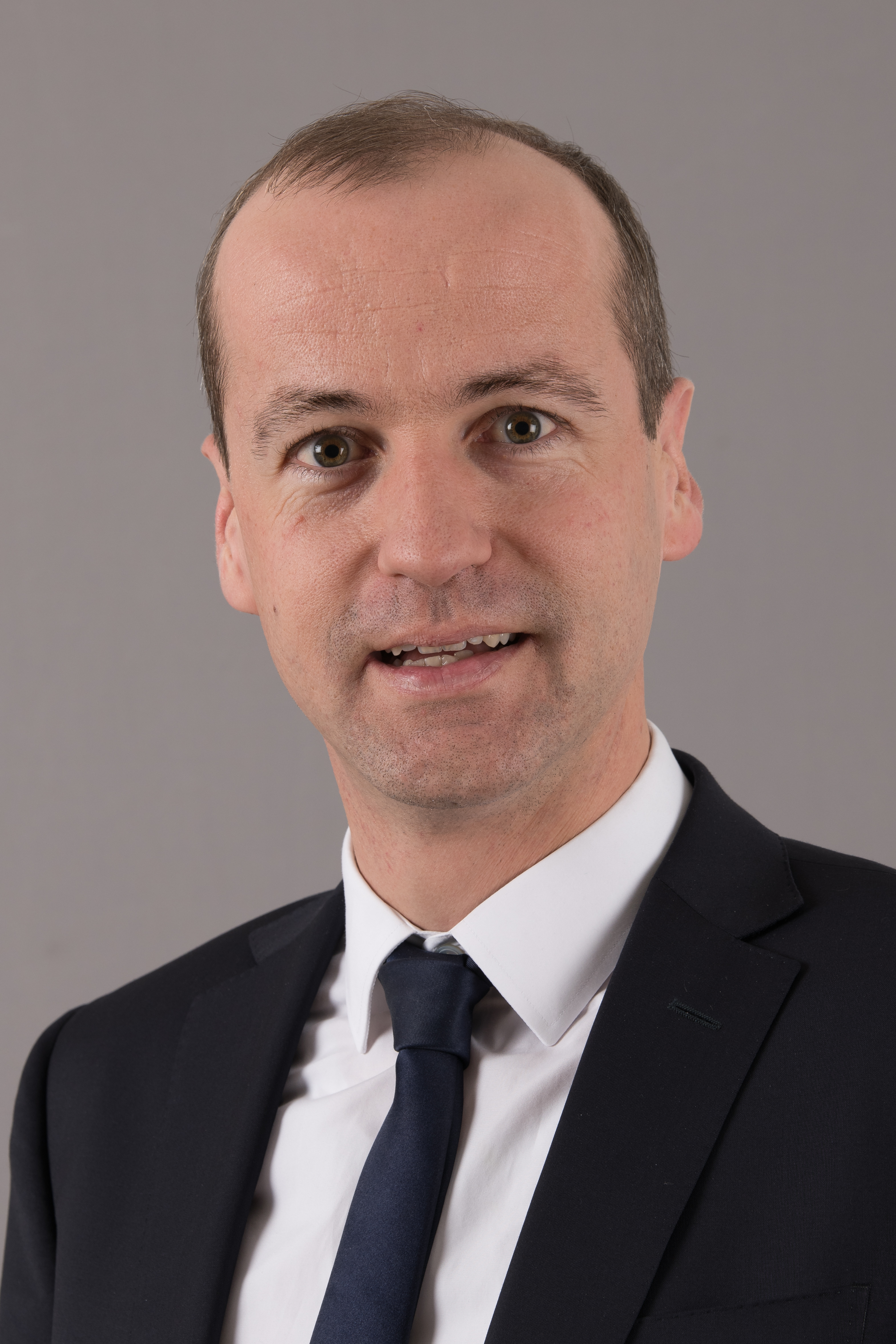
Thomas Winsauer (2017)

Thomas Winsauer (* 10. Februar 1979 in Bludenz) ist ein österreichischer Politiker (ÖVP) und Jurist. Winsauer ist seit 2004 Abgeordneter zum Vorarlberger Landtag für die ÖVP Vorarlberg.

## Ausbildung und Beruf
Thomas Winsauer wurde am 10. Februar 1979 als Kind des Notars Klaus Winsauer und dessen Frau Viktoria in Bludenz geboren. Er wuchs in Dornbirn im Vorarlberger Rheintal auf und besuchte dort auch die Volksschule in Dornbirn Rohrbach und das Bundesgymnasium Dornbirn, wo er 1997 maturierte. Im Anschluss daran absolvierte Winsauer zunächst ab 1998 das Diplomstudium der Rechtswissenschaften an der Universität Innsbruck. Nach der Sponsion zum Magister der Rechtswissenschaften (Mag.iur.) im Jahr 2002 begann er direkt im Anschluss das Doktoratsstudium. 2004 wurde er schließlich zum Doktor der Rechtswissenschaften promoviert. Von 2010 bis 2011 absolvierte er berufsbegleitend ein Masterstudium (Master of Business Law) an der Universität Innsbruck.
Ab 2004 absolvierte Thomas Winsauer zunächst die Gerichtspraxis am Bezirksgericht Dornbirn sowie am Landesgericht Feldkirch und trat 2005 als Rechtsanwaltsanwärter in eine Dornbirner Wirtschaftsrechtskanzlei ein. 2008 wurde er Notariatskandidat in der Notariatskanzlei seines Vaters. Seit 2015 ist er Notariatssubstitut und Notarpartner im Notariat seines Bruders in Bregenz.

## Politisches Wirken
Am 7. September 2001 wurde Thomas Winsauer zum Obmann der Jungen Volkspartei in Vorarlberg gewählt, davor war er lange Zeit als Funktionär in der Ortsgruppe Dornbirn tätig gewesen. Seit dem 5. Oktober 2004 gehört Winsauer als Abgeordneter für die ÖVP dem Vorarlberger Landtag an, wo er bis zur Angelobung von Stefan Simma am 6. Juni 2007 der jüngste Abgeordnete war. Nach dem Ausscheiden Simmas aus dem Landtag nach der Landtagswahl in Vorarlberg 2009 war Winsauer in der 29. Legislaturperiode das jüngste Mitglied des 36-köpfigen Landtagsplenums.
Winsauer war in der 29. Legislaturperiode des Landtags Mitglied im Energiepolitischen Ausschuss, im Europa-Ausschuss, im Rechtsausschuss, im Sportausschuss und im Umweltausschuss sowie Ersatzmitglied in sechs weiteren Ausschüssen. Für den ÖVP-Landtagsklub war er zudem Bereichssprecher für die Themen Legistik/Landesrecht, Jugend und Energie. In der aktuellen 30. Legislaturperiode des Landtags ist Thomas Winsauer Obmann des Rechtsausschusses des Vorarlberger Landtags und für den ÖVP-Landtagsklub Bereichssprecher für die Themen Landesrecht/Legistik und Sicherheit.
Bis zum Landestag der Jungen Volkspartei Vorarlberg am 6. November 2010 war Winsauer seit 2001 deren Obmann. Sein Nachfolger als Obmann der ÖVP-Jugendorganisation in Vorarlberg wurde der Dornbirner Julian Fässler.
In seiner Heimatstadt Dornbirn ist Thomas Winsauer seit dem 28. April 2005 Mitglied der Stadtvertretung für die Dornbirner Volkspartei. Ebenfalls in Dornbirn ist er Vorstandsmitglied im Wirtschaftsbund. Weiters ist er Mitglied der KMV Siegberg Dornbirn und seit 1999 der AV Raeto-Bavaria Innsbruck.

## Privates
Thomas Winsauer ist verheiratet, Vater von zwei Kindern und wohnt mit seiner Familie in Dornbirn.